# 德克薩斯州第一國會選區
德克薩斯州第一國會選區（英語：Texas's 2nd congressional district）是為德克萨斯州的國會選區之一，成立於1845年首批候選人角逐競爭1845年美國眾議院選舉，當選者於1846年就任為第29屆美國國會議員，成為該選區首位眾議員。

## 選區議員列表
| 代表 (駐地)                   | 政黨       | 國會                           | 年 | 選舉歷史 | 區域位置 |
| ----------------------------- | ---------- | ------------------------------ | --- | --- | --- |
| 選區成立於1845年12月29日      |            |                                | | | |
| 空缺                          | 空缺       | 1845年12月29日 – 1846年3月30日 | 第29屆 | | 1845–1851 拉馬爾縣、紅河縣、鮑伊縣、范寧縣、 納科多奇斯縣、臘斯克縣、哈里森縣、 謝爾比縣、侯斯頓縣、聖奧古斯丁縣、 自由縣、賈斯珀縣和傑佛遜縣 |
| 大衛·S·考夫曼 (沙賓縣         | 民主黨     | 1846年3月30日 – 1851年1月31日  | 第29屆 第30屆 第31屆 | 1846年當選. 1846年11月2日當選連任。 1849年8月6日當選連任。 去世。 | 1845–1851 拉馬爾縣、紅河縣、鮑伊縣、范寧縣、 納科多奇斯縣、臘斯克縣、哈里森縣、 謝爾比縣、侯斯頓縣、聖奧古斯丁縣、 自由縣、賈斯珀縣和傑佛遜縣 |
| 空缺                          | 空缺       | 1851年1月31日 – 1851年3月4日   | 第31屆 | | 1845–1851 拉馬爾縣、紅河縣、鮑伊縣、范寧縣、 納科多奇斯縣、臘斯克縣、哈里森縣、 謝爾比縣、侯斯頓縣、聖奧古斯丁縣、 自由縣、賈斯珀縣和傑佛遜縣 |
| 理查森·A·斯庫里 (克拉克斯維爾 | 民主黨     | 1851年3月4日 – 1853年3月3日    | 第32屆 | 1851年8月4日晚間當選連任。 | 1851–1861 庫克縣、范寧縣、格雷森縣、拉馬爾縣、 紅河縣、鮑伊縣、登頓縣、科林縣、亨特縣、 霍普金斯縣、泰特斯縣、卡斯縣、達拉斯縣、 考夫曼縣、范贊特縣、伍德縣、邑梭縣、 哈里森縣、亨德森縣、史密斯縣、臘斯克縣、 帕諾拉縣、安德森縣、切羅基縣、納科多奇斯縣、 謝爾比縣、侯斯頓縣、安傑利納縣、 聖奧古斯丁縣、沙賓縣、特里尼蒂縣、 波爾克縣、泰勒縣、賈斯珀縣、牛頓縣、 自由縣和傑佛遜縣 |
| 喬治·W·史密斯 (賈斯珀         | 民主黨     | 1853年3月4日 – 1855年3月3日    | 第33屆 | 1853年8月1日晚間當選。 退休。 | 1851–1861 庫克縣、范寧縣、格雷森縣、拉馬爾縣、 紅河縣、鮑伊縣、登頓縣、科林縣、亨特縣、 霍普金斯縣、泰特斯縣、卡斯縣、達拉斯縣、 考夫曼縣、范贊特縣、伍德縣、邑梭縣、 哈里森縣、亨德森縣、史密斯縣、臘斯克縣、 帕諾拉縣、安德森縣、切羅基縣、納科多奇斯縣、 謝爾比縣、侯斯頓縣、安傑利納縣、 聖奧古斯丁縣、沙賓縣、特里尼蒂縣、 波爾克縣、泰勒縣、賈斯珀縣、牛頓縣、 自由縣和傑佛遜縣 |
| 萊繆爾·D·埃文斯 (馬歇爾)      | 一無所知   | 1855年3月4日 – 1857年3月3日    | 第34屆 | 1855年8月6日晚間再度當選。 Template:Dm | 1851–1861 庫克縣、范寧縣、格雷森縣、拉馬爾縣、 紅河縣、鮑伊縣、登頓縣、科林縣、亨特縣、 霍普金斯縣、泰特斯縣、卡斯縣、達拉斯縣、 考夫曼縣、范贊特縣、伍德縣、邑梭縣、 哈里森縣、亨德森縣、史密斯縣、臘斯克縣、 帕諾拉縣、安德森縣、切羅基縣、納科多奇斯縣、 謝爾比縣、侯斯頓縣、安傑利納縣、 聖奧古斯丁縣、沙賓縣、特里尼蒂縣、 波爾克縣、泰勒縣、賈斯珀縣、牛頓縣、 自由縣和傑佛遜縣 |
| 約翰·H·雷根 (帕勒斯坦         | 民主黨     | 1857年3月4日 – 1861年3月3日    | 第35屆 第36屆 | 1857年8月3日晚間當選。 1859年 m8月1日晚間當選連任. 離開國會並支持該州脫離聯邦。 | 1851–1861 庫克縣、范寧縣、格雷森縣、拉馬爾縣、 紅河縣、鮑伊縣、登頓縣、科林縣、亨特縣、 霍普金斯縣、泰特斯縣、卡斯縣、達拉斯縣、 考夫曼縣、范贊特縣、伍德縣、邑梭縣、 哈里森縣、亨德森縣、史密斯縣、臘斯克縣、 帕諾拉縣、安德森縣、切羅基縣、納科多奇斯縣、 謝爾比縣、侯斯頓縣、安傑利納縣、 聖奧古斯丁縣、沙賓縣、特里尼蒂縣、 波爾克縣、泰勒縣、賈斯珀縣、牛頓縣、 自由縣和傑佛遜縣 |
| 選區不活躍                    | 選區不活躍 | 1863年3月4日 – 1870年3月31日   | 第37屆 第38屆 第39屆 第40屆 第41屆 | 內戰和重建 | 內戰和重建 |
| 喬治·W· 惠特莫爾 (泰勒)       | 共和黨     | 1870年3月30日 – 1871年3月3日   | 第41屆 | 當選完成空缺任期。 連任失敗。 | 1870–1873 安傑利納縣、特里尼蒂縣、麥迪遜縣、布拉索斯縣、 格賴姆斯縣、沃勒縣、蒙哥馬里縣、哈里斯縣、 波爾克縣、聖哈辛托縣、自由縣、錢伯斯縣、 謝佛遜縣、橙縣、泰勒縣、賈斯珀縣和牛頓縣 |
| 威廉·S·赫恩登 (泰勒)          | 民主黨]    | 1871年3月4日 – 1875年3月3日    | 第42屆 第43屆 | 1871年10月6日晚間當選。 1872年當選連任。 Template:Dm | 1870–1873 安傑利納縣、特里尼蒂縣、麥迪遜縣、布拉索斯縣、 格賴姆斯縣、沃勒縣、蒙哥馬里縣、哈里斯縣、 波爾克縣、聖哈辛托縣、自由縣、錢伯斯縣、 謝佛遜縣、橙縣、泰勒縣、賈斯珀縣和牛頓縣 |
| 威廉·S·赫恩登 (泰勒)          | 民主黨]    | 1871年3月4日 – 1875年3月3日    | 第42屆 第43屆 | 1871年10月6日晚間當選。 1872年當選連任。 Template:Dm | 1873–1875 安傑利納縣、特里尼蒂縣、麥迪遜縣、布拉索斯縣、 格賴姆斯縣、沃勒縣、蒙哥馬里縣、哈里斯縣、 波爾克縣、聖哈辛托縣、自由縣、錢伯斯縣、 謝佛遜縣、橙縣、泰勒縣、賈斯珀縣和牛頓縣 |
| 約翰·H·雷根 (帕勒斯坦)        | 民主黨     | 1875年3月4日 – 1883年3月3日    | 第44屆 第45屆 第46屆 第47屆 | 1874年當選。 1876年當選連任。 1878年當選連任。 1880年當選連任。 重劃至德克薩斯州第二國會選區。\| 1875–1883 安傑利納縣、特里尼蒂縣、麥迪遜縣、布拉索斯縣、 格賴姆斯縣、沃勒縣、蒙哥馬里縣、哈里斯縣、 波爾克縣、聖哈辛托縣、自由縣、錢伯斯縣、 謝佛遜縣、橙縣、泰勒縣、賈斯珀縣和牛頓縣 | |
| 查爾斯·斯圖爾特 (侯斯頓)      | 民主黨     | 1883年3月4日 – 1893年3月3日    | 第48屆 第49屆 第50屆 第51屆 第52屆 | 1882年當選。 1884年當選連任。 1886年當選連任。 1888年當選連任。 1890年當選連任。 Template:Dm | 1883–1893 安傑利納縣、特里尼蒂縣、麥迪遜縣、布拉索斯縣、 格賴姆斯縣、沃勒縣、蒙哥馬里縣、哈里斯縣、 波爾克縣、聖哈辛托縣、自由縣、錢伯斯縣、 謝佛遜縣、橙縣、泰勒縣、賈斯珀縣和牛頓縣 |
| 約瑟夫· ·哈奇森 (侯斯頓)      | 民主黨     | 1893年3月4日 – 1897年3月3日    | 第53屆 第54屆 | 1892年當選。 1894年當選連任。 Template:Dm | 1893–1897 弗里斯通縣、萊昂縣、特里尼蒂縣、麥迪遜縣、 沃克縣、格賴姆斯縣、蒙哥馬利縣、沃勒縣、 哈里斯縣和錢伯斯縣 |
| 托馬斯·H·鮑爾 (亨茨維爾)      | 民主黨     | 1897年3月4日 – 1903年3月3日    | 第55屆 第56屆 第57屆 | 1896年當選。 1898年當選連任。 1900年當選連任。 Template:Dm | 1897–1903 弗里斯通縣、萊昂縣、特里尼蒂縣、麥迪遜縣、 沃克縣、格賴姆斯縣、蒙哥馬利縣、沃勒縣、 哈里斯縣和錢伯斯縣 |
| 莫里斯·謝潑德 (特克薩卡納)    | 民主黨     | 1903年3月4日 – 1913年3月3日    | 第58屆 第59屆 第60屆 第61屆 第62屆 | 1902年當選。 1904年當選連任。 1906年當選連任。 1908年當選連任。 1910年當選連任。 重劃至德克薩斯州第四國會選區。 | 1903–1913 拉馬爾縣、紅河縣、鮑伊縣、德爾塔縣、 伍德縣、富蘭克林縣、泰特斯縣、坎普縣、摩里斯縣、 卡斯縣和馬里昂縣 |
| 霍勒斯·W·沃恩 (特克薩卡納)    | 民主黨     | 1913年3月4日 – 1915年3月3日    | 第63屆 | 1912年當選。 Template:Dm | 1913–1915 拉馬爾縣、紅河縣、鮑伊縣、德爾塔縣、 伍德縣、富蘭克林縣、泰特斯縣、坎普縣、摩里斯縣、 卡斯縣和馬里昂縣 |
| 尤金·布萊克 (克拉克斯維爾)    | 民主黨     | 1915年3月4日 – 1929年3月3日    | 第64屆 第65屆 第66屆 第67屆 第68屆 第69屆 第70屆 | 1914年當選。 1916年當選連任。 1918年當選連任。 1920年當選連任。 1922年當選連任。 1924年當選連任。 1926年當選連任。 Template:Dm | 1915–1933 拉馬爾縣、紅河縣、鮑伊縣、德爾塔縣、 伍德縣、富蘭克林縣、泰特斯縣、坎普縣、摩里斯縣、 卡斯縣和馬里昂縣 |
| 賴特·帕特曼 (特克薩卡納)      | 民主黨     | 1929年3月4日 – 1976年3月7日    | 第71屆 第72屆 第73屆 第74屆 第75屆 第76屆 第77屆 第78屆 第79屆 第80屆 第81屆 第82屆 第83屆 第84屆 第85屆 第86屆 第87屆 第88屆 第89屆 第90屆 第91屆 第92屆 第93屆 第94屆 | 1928年當選。 1930年當選連任。 1932年當選連任。 1934年當選連任。 1936年當選連任。 1938年當選連任。 1940年當選連任。 1942年當選連任。 1944年當選連任。 1946年當選連任。 1948年當選連任。 1950年當選連任。 1953年當選連任。 1954年當選連任。 1956年當選連任。 1958年當選連任。 1960年當選連任。 1962年當選連任。 1964年當選連任。 1966年當選連任。 1968年當選連任。 1970年當選連任。 1972年當選連任。 1974年當選連任。 去世。 | 1915–1933 拉馬爾縣、紅河縣、鮑伊縣、德爾塔縣、 伍德縣、富蘭克林縣、泰特斯縣、坎普縣、摩里斯縣、 卡斯縣和馬里昂縣 |
| 賴特·帕特曼 (特克薩卡納)      | 民主黨     | 1929年3月4日 – 1976年3月7日    | 第71屆 第72屆 第73屆 第74屆 第75屆 第76屆 第77屆 第78屆 第79屆 第80屆 第81屆 第82屆 第83屆 第84屆 第85屆 第86屆 第87屆 第88屆 第89屆 第90屆 第91屆 第92屆 第93屆 第94屆 | 1928年當選。 1930年當選連任。 1932年當選連任。 1934年當選連任。 1936年當選連任。 1938年當選連任。 1940年當選連任。 1942年當選連任。 1944年當選連任。 1946年當選連任。 1948年當選連任。 1950年當選連任。 1953年當選連任。 1954年當選連任。 1956年當選連任。 1958年當選連任。 1960年當選連任。 1962年當選連任。 1964年當選連任。 1966年當選連任。 1968年當選連任。 1970年當選連任。 1972年當選連任。 1974年當選連任。 去世。 | 1933–1959 拉馬爾縣、紅河縣、鮑伊縣、德爾塔縣、 伍德縣、富蘭克林縣、泰特斯縣、坎普縣、 摩里斯縣、卡斯縣、馬里昂縣和哈里森縣 |
| 賴特·帕特曼 (特克薩卡納)      | 民主黨     | 1929年3月4日 – 1976年3月7日    | 第71屆 第72屆 第73屆 第74屆 第75屆 第76屆 第77屆 第78屆 第79屆 第80屆 第81屆 第82屆 第83屆 第84屆 第85屆 第86屆 第87屆 第88屆 第89屆 第90屆 第91屆 第92屆 第93屆 第94屆 | 1928年當選。 1930年當選連任。 1932年當選連任。 1934年當選連任。 1936年當選連任。 1938年當選連任。 1940年當選連任。 1942年當選連任。 1944年當選連任。 1946年當選連任。 1948年當選連任。 1950年當選連任。 1953年當選連任。 1954年當選連任。 1956年當選連任。 1958年當選連任。 1960年當選連任。 1962年當選連任。 1964年當選連任。 1966年當選連任。 1968年當選連任。 1970年當選連任。 1972年當選連任。 1974年當選連任。 去世。 | 1959–1967 拉馬爾縣、紅河縣、鮑伊縣、德爾塔縣、 富蘭克林縣、泰特斯縣、坎普縣、 摩里斯縣、馬里昂縣和哈里森縣 |
| 賴特·帕特曼 (特克薩卡納)      | 民主黨     | 1929年3月4日 – 1976年3月7日    | 第71屆 第72屆 第73屆 第74屆 第75屆 第76屆 第77屆 第78屆 第79屆 第80屆 第81屆 第82屆 第83屆 第84屆 第85屆 第86屆 第87屆 第88屆 第89屆 第90屆 第91屆 第92屆 第93屆 第94屆 | 1928年當選。 1930年當選連任。 1932年當選連任。 1934年當選連任。 1936年當選連任。 1938年當選連任。 1940年當選連任。 1942年當選連任。 1944年當選連任。 1946年當選連任。 1948年當選連任。 1950年當選連任。 1953年當選連任。 1954年當選連任。 1956年當選連任。 1958年當選連任。 1960年當選連任。 1962年當選連任。 1964年當選連任。 1966年當選連任。 1968年當選連任。 1970年當選連任。 1972年當選連任。 1974年當選連任。 去世。 | 1967–1969 拉馬爾縣、紅河縣、鮑伊縣、德爾塔縣、 伍德縣、富蘭克林縣、泰特斯縣、坎普縣、 摩里斯縣、卡斯縣、馬里昂縣、哈里森縣、 帕諾拉縣、臘斯克縣、切羅基縣和謝爾比縣 |
| 賴特·帕特曼 (特克薩卡納)      | 民主黨     | 1929年3月4日 – 1976年3月7日    | 第71屆 第72屆 第73屆 第74屆 第75屆 第76屆 第77屆 第78屆 第79屆 第80屆 第81屆 第82屆 第83屆 第84屆 第85屆 第86屆 第87屆 第88屆 第89屆 第90屆 第91屆 第92屆 第93屆 第94屆 | 1928年當選。 1930年當選連任。 1932年當選連任。 1934年當選連任。 1936年當選連任。 1938年當選連任。 1940年當選連任。 1942年當選連任。 1944年當選連任。 1946年當選連任。 1948年當選連任。 1950年當選連任。 1953年當選連任。 1954年當選連任。 1956年當選連任。 1958年當選連任。 1960年當選連任。 1962年當選連任。 1964年當選連任。 1966年當選連任。 1968年當選連任。 1970年當選連任。 1972年當選連任。 1974年當選連任。 去世。 | 1969–1973 拉馬爾縣、紅河縣、鮑伊縣、德爾塔縣、伍德縣、 富蘭克林縣、泰特斯縣、坎普縣、摩里斯縣、 卡斯縣、馬里昂縣、哈里森縣、帕諾拉縣、 臘斯克縣、切羅基縣、邑梭縣和謝爾比縣 |
| 賴特·帕特曼 (特克薩卡納)      | 民主黨     | 1929年3月4日 – 1976年3月7日    | 第71屆 第72屆 第73屆 第74屆 第75屆 第76屆 第77屆 第78屆 第79屆 第80屆 第81屆 第82屆 第83屆 第84屆 第85屆 第86屆 第87屆 第88屆 第89屆 第90屆 第91屆 第92屆 第93屆 第94屆 | 1928年當選。 1930年當選連任。 1932年當選連任。 1934年當選連任。 1936年當選連任。 1938年當選連任。 1940年當選連任。 1942年當選連任。 1944年當選連任。 1946年當選連任。 1948年當選連任。 1950年當選連任。 1953年當選連任。 1954年當選連任。 1956年當選連任。 1958年當選連任。 1960年當選連任。 1962年當選連任。 1964年當選連任。 1966年當選連任。 1968年當選連任。 1970年當選連任。 1972年當選連任。 1974年當選連任。 去世。 | 1973–1975 拉馬爾縣、紅河縣、鮑伊縣、德爾塔縣、伍德縣、 富蘭克林縣、泰特斯縣、坎普縣、摩里斯縣、 卡斯縣、馬里昂縣、哈里森縣、帕諾拉縣、 臘斯克縣、切羅基縣、邑梭縣、謝爾比縣、 范寧縣、亨德森縣和聖奧古斯丁縣 |
| 賴特·帕特曼 (特克薩卡納)      | 民主黨     | 1929年3月4日 – 1976年3月7日    | 第71屆 第72屆 第73屆 第74屆 第75屆 第76屆 第77屆 第78屆 第79屆 第80屆 第81屆 第82屆 第83屆 第84屆 第85屆 第86屆 第87屆 第88屆 第89屆 第90屆 第91屆 第92屆 第93屆 第94屆 | 1928年當選。 1930年當選連任。 1932年當選連任。 1934年當選連任。 1936年當選連任。 1938年當選連任。 1940年當選連任。 1942年當選連任。 1944年當選連任。 1946年當選連任。 1948年當選連任。 1950年當選連任。 1953年當選連任。 1954年當選連任。 1956年當選連任。 1958年當選連任。 1960年當選連任。 1962年當選連任。 1964年當選連任。 1966年當選連任。 1968年當選連任。 1970年當選連任。 1972年當選連任。 1974年當選連任。 去世。 | 1975–1977 拉馬爾縣、紅河縣、鮑伊縣、德爾塔縣、伍德縣、 富蘭克林縣、泰特斯縣、坎普縣、摩里斯縣、 卡斯縣、馬里昂縣、哈里森縣、帕諾拉縣、 臘斯克縣、切羅基縣、邑梭縣、謝爾比縣、 范寧縣、亨德森縣、聖奧古斯丁縣、 亨特縣東南部和雷恩斯縣東部 |
| 空缺                          | 空缺       | 1976年3月7日 – 1976年6月19日   | 第94屆 | | |
| 山姆·比· 霍爾 (馬歇爾)        | 民主黨     | 1976年6月19日 – 1985年5月27日  | 第94屆 第95屆 第96屆 第97屆 第98屆 第99屆 | 當選接替帕特曼的任期。 1978年當選連任。 1980年當選連任。 1982年當選連任。 1986m4年當選連任。 辭職成為美國地區法官。 | |
| 山姆·比· 霍爾 (馬歇爾)        | 民主黨     | 1976年6月19日 – 1985年5月27日  | 第94屆 第95屆 第96屆 第97屆 第98屆 第99屆 | 當選接替帕特曼的任期。 1978年當選連任。 1980年當選連任。 1982年當選連任。 1986m4年當選連任。 辭職成為美國地區法官。 | 1977–1983 Template:Dm |
| 山姆·比· 霍爾 (馬歇爾)        | 民主黨     | 1976年6月19日 – 1985年5月27日  | 第94屆 第95屆 第96屆 第97屆 第98屆 第99屆 | 當選接替帕特曼的任期。 1978年當選連任。 1980年當選連任。 1982年當選連任。 1986m4年當選連任。 辭職成為美國地區法官。 | 1983–1993 拉馬爾縣、紅河縣、鮑伊縣、德爾塔縣、伍德縣、 富蘭克林縣、泰特斯縣、坎普縣、摩里斯縣、 卡斯縣、馬里昂縣、哈里森縣、帕諾拉縣、 臘斯克縣、切羅基縣、邑梭縣、謝爾比縣、 亨德森縣、聖奧古斯丁縣和亨特縣 |
| 空缺                          | 空缺       | 1985年5月27日 – 1985年8月3日   | 第99屆 | | |
| 吉姆·查普曼 (薩爾弗斯普林斯)  | 民主黨     | 1985年8月3日 – 1997年1月3日    | 第99屆 第100屆 第101屆 第102屆 第103屆 第104屆 | 當選完成霍爾的任期。 1986年當選連任。 1988年當選連任。 1990年當選連任。 1992年當選連任。 1994年當選連任。 退休並競選聯邦參議員。 | |
| 吉姆·查普曼 (薩爾弗斯普林斯)  | 民主黨     | 1985年8月3日 – 1997年1月3日    | 第99屆 第100屆 第101屆 第102屆 第103屆 第104屆 | 當選完成霍爾的任期。 1986年當選連任。 1988年當選連任。 1990年當選連任。 1992年當選連任。 1994年當選連任。 退休並競選聯邦參議員。 | 1993–1997 拉馬爾縣、紅河縣、鮑伊縣、德爾塔縣、 霍普金斯縣、伍德縣、富蘭克林縣、 泰特斯縣、坎普縣、摩里斯縣、卡斯縣、 馬里昂縣、哈里森縣、帕諾拉縣、 臘斯克縣、邑梭縣、謝爾比縣、 亨特縣大部分地區和納科多奇斯縣北部 |
| 馬克斯·桑德林 (馬歇爾)        | 民主黨     | 1997年1月3日 – 2005年1月3日    | 第105屆 第106屆 第107屆 第108屆 | 1996年當選。 1998年當選連任。 2000年當選連任。 2002年當選連任。 連任失敗。 | 1997–2003 Template:Dm |
| 馬克斯·桑德林 (馬歇爾)        | 民主黨     | 1997年1月3日 – 2005年1月3日    | 第105屆 第106屆 第107屆 第108屆 | 1996年當選。 1998年當選連任。 2000年當選連任。 2002年當選連任。 連任失敗。 | 2003–2005 拉馬爾縣、紅河縣、鮑伊縣、德爾塔縣、霍普金斯縣、 伍德縣、富蘭克林縣、泰特斯縣、坎普縣、 摩里斯縣、卡斯縣、馬里昂縣、哈里森縣、 帕諾拉縣、臘斯克縣、邑梭縣、謝爾比縣、 亨特縣大部分地區和納科多奇斯縣北部 |
| 路易·戈莫特 (泰勒)            | 共和黨     | 2005年1月3日 – 2023年1月3日    | 第109屆 第110屆 第111屆 第112屆 第113屆 第114屆 第115屆 第116屆 第117屆                                                                                                 | 2004年當選。 2006年當選連任。 2008年當選連任。 2010年當選連任。 2012年當選連任。 2014年當選連任。 2016年當選連任。 2018年當選連任。 2020年當選連任。 退休並競選德克薩斯州總檢察長。 | 2005–2013 邑梭縣、馬里昂縣、哈里森縣、格雷格縣、 史密斯縣、臘斯克縣、帕諾拉縣、納科多奇斯縣、 聖奧古斯丁縣、謝爾比縣、沙賓縣、 安傑利納縣和卡斯縣東南部 |
| 路易·戈莫特 (泰勒)            | 共和黨     | 2005年1月3日 – 2023年1月3日    | 第109屆 第110屆 第111屆 第112屆 第113屆 第114屆 第115屆 第116屆 第117屆                                                                                                 | 2004年當選。 2006年當選連任。 2008年當選連任。 2010年當選連任。 2012年當選連任。 2014年當選連任。 2016年當選連任。 2018年當選連任。 2020年當選連任。 退休並競選德克薩斯州總檢察長。 | 2013–2023 安傑利納縣、格雷格縣、哈里森縣、納科多奇斯縣、 帕諾拉縣、臘斯克縣、沙賓縣、聖奧古斯丁縣、 謝爾比縣、史密斯縣、邑梭縣 (部分)和伍德縣 (部分) |
| 納撒尼爾·莫蘭 (懷特豪斯)      | 共和黨     | 2023年1月3日 – 現在            | 第118屆 第119屆 | 2022年當選。 2024年當選連任。 | 2023–現在 鮑伊縣 (部分)、坎普縣、卡斯縣、富蘭克林縣、 格雷格縣、哈里森縣、馬里昂縣、摩里斯縣、 帕諾拉縣、紅河縣 (部分)、臘斯克縣、沙賓縣、 聖奧古斯丁縣、謝爾比縣、史密斯縣、 泰特斯縣和邑梭縣 (部分) |

## 選舉結果

### 2022
| 党派 | 党派   | 候选人        | 得票数  | 百分比 |
| ---- | ------ | ------------- | ------- | ------ |
|      | 共和党 | 納撒尼爾·莫蘭 | 183,005 | 78 1   |
|      | 民主党 | 杰馬爾·杰斐遜 | 51,288  | 21.9   |
| 合计 | 合计   | 合计          | 234,293 | 100    |

### 2024
| 党派 | 党派               | 候选人               | 得票数  | 百分比 |
| ---- | ------------------ | -------------------- | ------- | ------ |
|      | 共和党             | 納撒尼爾·莫蘭 (時任) | 258,523 | 1000   |
| 合计 | 合计               | 合计                 | 258,523 | 100    |
|      | 共和党保持既有席位 |                      |         |        |